# Карликовые кашалоты (род)
Карликовые кашалоты (лат. Kogia) — род морских млекопитающих подотряда зубатые киты. В нём два современных и один вымерший вид. Единственный род семейства карликовых кашалотов.

## Описание

### Внешний вид
Длина тела до 3,4 метров, масса до 400 килограммов. Верхняя сторона тела почти чёрная, брюхо светло-серое или белое. Передняя часть головы затуплена, над верхней челюстью есть небольшая спермацетовая подушка. Рот находится снизу. На верхней челюсти зубов нет или их не более 6, на нижней 16—32.

### Распространение
Карликовые кашалоты очень редки. Они обитают в тёплых и умеренно тёплых водах Мирового океана.

### Питание
Кормятся головоногими моллюсками, рыбами, крабами и креветками.

### Размножение
Длительность беременности примерно 9 месяцев. Длина новорожденного 1—1,2 метра, масса до 16 килограммов.